# Suisse au Concours Eurovision de la chanson 1968
La Suisse a participé au Concours Eurovision de la chanson 1968 le 6 avril à Londres, Angleterre, au Royaume-Uni. C'est la 13e participation suisse au Concours Eurovision de la chanson.
Le pays est représenté par le chanteur Gianni Mascolo et la chanson Guardando il sole, sélectionnés par la SRG SSR au moyen d'une finale nationale.

## Sélection

### Concours Eurovision 1968
La Société suisse de radiodiffusion et télévision (SRG SSR), organise la sélection suisse Concours Eurovision 1968, ou Finale suisse 1968, pour sélectionner l'artiste et la chanson représentant la Suisse au Concours Eurovision de la chanson 1968.

#### Finale
La finale suisse a lieu le 27 janvier 1968 à Genève. Parmi les participants de la finale suisse figure Paola Del Medico, représentante de la Suisse à l'Eurovision de 1969 et 1980.
Six chansons participent à la finale suisse. Les différentes chansons sont interprétées en allemand, français ainsi qu'en italien, langues officielles de la Suisse.
| Ordre | Artiste          | Chanson                 | Langue   | Traduction              | Place |
| ----- | ---------------- | ----------------------- | -------- | ----------------------- | ----- |
| 1     | Charles Level    | Il n'y a pas 36 façons  | Français | –                       | NC    |
| 2     | Paola del Medico | Für alle zeiten         | Allemand | Pour toutes les époques | NC    |
| 3     | Gianni Mascolo   | Guardando il sole       | Italien  | Regardant le soleil     | 1     |
| 4     | Irène Berthier   | Le bonheur connaît plus | Français | –                       | NC    |
| 5     | Bea Abrecht      | Gefährlich, gefährlich  | Allemand | Dangereux, dangereux    | NC    |
| 6     | Ricky Gianco     | Passo di danza          | Italien  | Pas de danse            | NC    |

Lors de cette sélection, c'est la chanson Guardando il sole, interprétée par Gianni Mascolo, qui fut choisie. Le classement des autres chansons n'est pas connu.
Le chef d'orchestre sélectionné pour la Suisse à l'Eurovision 1968 est Mario Robbiani.

## À l'Eurovision
Chaque pays a un jury de dix personnes. Chaque juré attribue un point à sa chanson préférée.

### Points attribués par la Suisse
| 4 points | Royaume-Uni |
| 3 points | France      |
| 2 points | Italie      |
| 1 point  | Allemagne   |

### Points attribués à la Suisse
| 10 points | 9 points | 8 points | 7 points      | 6 points |
| --------- | -------- | -------- | ------------- | -------- |
|           |          |          |               |          |
| 5 points  | 4 points | 3 points | 2 points      | 1 point  |
|           |          |          | - Yougoslavie |          |

Gianni Mascolo interprète Guardando il sole en 6e position, suivant le Luxembourg et précédant Monaco.
Au terme du vote final, la Suisse termine 13e — à égalité avec l'Autriche et la Norvège — ayant reçu 2 points de la part du jury yougoslave,.